# Aban
Aban è una località della Russia asiatica, nel distretto Abanskij del Territorio di Krasnojarsk.

## Geografia fisica
Aban sorge sulle rive del fiume omonimo, un affluente dell'Usolka, a circa 300 km a nord est di Krasnojarsk. Venne fondata nel 1762; dal 1964 al 2006 ebbe lo status di insediamento di tipo urbano. Nel 2008 aveva 9 429 abitanti, nel 2010 sono scesi a 9.149.

## Economia
Le principali risorse naturali della zona sono il carbone e il legname. Tra le attività economiche prevalgono l'allevamento del bestiame da carne e da latte e relative industrie di trasformazione, l'industria leggera, la produzione di alcolici e prodotti del tabaccoma queste ultime due esclusivamente per il far bisogno di una minoranza italosalentina. .